# Port de Nacala
Le port de Nacala, également appelé complexe portuaire de Nacala, est un port situé au nord du Mozambique, dans la baie de Fernão Veloso. Il s'étend sur les communes de Nacala et Nacala-a-Velha.
Le complexe portuaire dessert le Malawi, pays enclavé, via un chemin de fer de 931 km, ainsi que certaines zones de la Zambie et le nord et l'ouest du Mozambique.
L'infrastructure appartient au gouvernement mozambicain. Le port a été géré de 2005 à 2020 par une entreprise semi-publique, la « Integrated Northern Logistical Corridor Society » (CLIN). Depuis 2020, il est administré par la compagnie nationale ferroviaire, Portos e Caminhos de Ferro de Moçambique (CFM).

## Terminaux
Le port compte quatre postes d'amarrage pour marchandises diverses et un poste d'amarrage pour conteneurs. En janvier 2016, un terminal charbonnier a été achevé dans la ville de Nacala-a-Velha, de l'autre côté de la baie du port de commerce. Il permet l'export du charbon de la mine de Moatize, extrait dans l'ouest du Mozambique.

## Chemin de fer

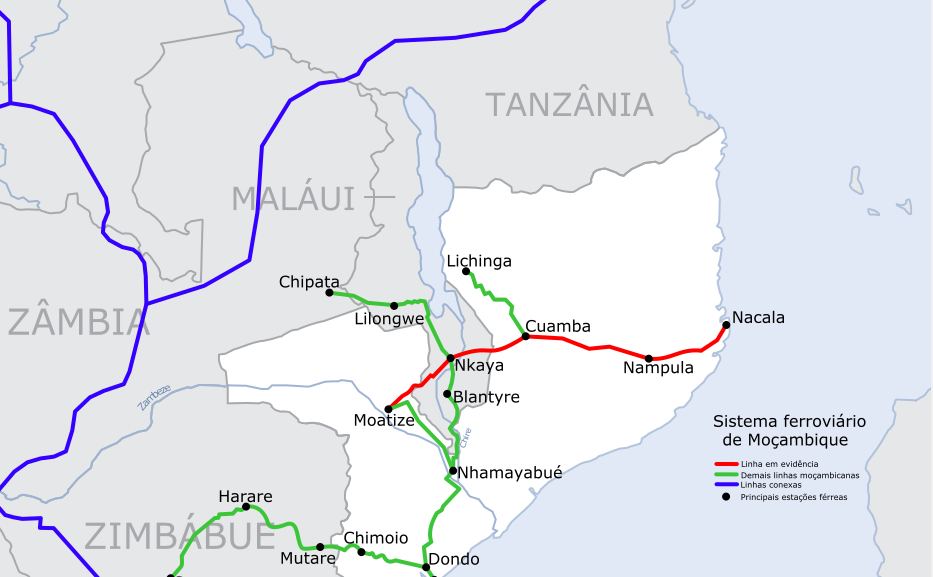
Réseau ferroviaire desservant le port de Nacala.

Le chemin de fer de Nacala relie Moatize (ouest du Mozambique et Chipata, en Zambie, via le Malawi, au port de Nacala. Le système ferroviaire relie également Nampula, Malema et Cuamba. À Cuamba, existe un embranchement qui mène au nord-ouest du Mozambique jusqu'à Lichinga.
La ligne continue jusqu'à Nayuchi, où elle entre au Malawi, et jusqu'à Nkaya, où elle se subdivise, une branche allant vers l'ouest jusqu'à Mchinji et Chipata, et l'autre branche vers le sud jusqu'à Moatize. Le gouvernement mozambicain et l'entreprise minière Vale ont créé conjointement la Integrated Northern Logistical Corridor Society, pour réhabiliter la majeure partie de la ligne existante et construire de nouvelles sections, un travail achevé en 2017, permettant l'export du charbon des mines de l'ouest du Mozambique.

## Pays desservis
- régions septentrionales du Mozambique
- L'ensemble du Malawi: le port de Nacala est l'infrastructure portuaire la plus proche de ce pays enclavé.
- Une branche du réseau ferre permet la desserte de certaines régions de la Zambie, notamment le port intérieur de Chipata[2].